# چیس ادمونز
چیس ادمونز (انگلیسی: Chase Edmunds)، یک شخصیت داستانی است که در مجموعه تلویزیونی ۲۴، محصول شبکهٔ تلویزیونی فاکس آمریکا، توسط جیمز بج دیل به تصویر کشیده می‌شود.